# Piotr Gabrych
Piotr Gabrych (ur. 5 lipca 1972 w Grudziądzu) – polski siatkarz, grający na pozycji przyjmującego, reprezentant Polski na olimpiadzie w Atenach w 2004, obecnie trener.
Jako siatkarz mistrz Polski z Ivett Jastrzębie Borynia (2004), zdobywca Pucharu Polski z Czarnymi Radom (1999), mistrz Rumunii (2007).
Często był określany jako jeden z najbardziej kontrowersyjnych polskich sportowców. W kadrze narodowej zadebiutował w wieku 32 lat. W sezonie 2003/2004 został uznany za najlepszego siatkarza Polskiej Ligi Siatkówki. W polskiej ekstraklasie bronił barw Czarnych Radom, Energii Sosnowiec, Jastrzębia Borynia i Resovii. Grał również w Rosji w barwach Iskry Odincowo, w Brazylii – S.C. Ulbra oraz w Rumunii – CVM Tomis Constanta. W sezonie 2008–2009 był zawodnikiem MKS MOS Będzin, który był jego ostatnim klubem w karierze.
Od sierpnia 2013 za namową Jarosława Radke oraz Zenona Różyckiego reaktywował grudziądzką siatkówkę ligową. W latach 2013–2014 asystent trenera, w od 2014 roku I trener Stali Grudziądz, którą w 2015 r. wprowadził do II ligi.

## Kariera w piłce siatkowej

### Kariera klubowa
Przygodę z piłką siatkową rozpoczął w swoim rodzinnym mieście, Grudziądzu. Początkowo uczęszczał na zajęcia sportowe w Szkole Podstawowej nr 9. Następnie regularnie trenował w Stali Grudziądz. Nigdy nie był centralnie szkolony ani nie
trafił do żadnej reprezentacji młodzieżowej. Jednym z jego pierwszych szkoleniowców był Tadeusz Gnaś.
Barwy II-ligowej Stali reprezentował przez kilka lat. Następnie przeszedł do Avii Świdnik, a przed sezonem 1996/1997 do radlińskiego Górnika. W Radlinie trenował pod okiem Zbigniewa Błaszczaka. Gabrych był wtedy zaniedbany fizycznie, miał kłopoty z nadwagą. Nie nadążał za kolegami na treningach.
Występy Piotra Gabrycha w barwach Górnika zainteresowały działaczy Czarnych Radom, wówczas klubu ekstraklasy. Został zawodnikiem radomskiego zespołu, z którym sięgnął po swoje pierwsze trofea. W Radomiu rozpoczął grę na pozycji przyjmującego. W 1999 roku z radomianami zdobył puchar krajowy. W kolejnym sezonie z tą drużyną reprezentował Polskę w europejskim Pucharze Zdobywców Pucharów. Radomianie swój udział w turnieju zakończyli na fazie grupowej. Jednak w radomskim klubie od początku popadał w konflikty z kolejnymi szkoleniowcami: Edwardem Skorkiem, potem Wojciechem Drzyzgą. Kulminacja sporu nastąpiła podczas spotkania ligowego przeciwko AZS-owi Olsztyn, gdy Piotr Gabrych zszedł z parkietu bez zgody szkoleniowca, obrzucając wulgarnymi słowami kolegów z drużyny. Radomianie ulegli olsztynianom 1:3. „Gary” w połowie sezonu 2000/2001 został zawieszony. Główną przyczyną tej decyzji były przede wszystkim brak dyscypliny i lekceważące zachowania względem trenera. Ówczesny szkoleniowiec Czarnych, Wojciech Drzyzga, uznał, że z Gabrychem nie da się współpracować i że był on główną przyczyną negatywnego zachowania grupy.
Na kolejny sezon, 2001/2002, Gabrych musiał znaleźć sobie nowy klub. Trafił do Sosnowca, gdzie reprezentował barwy miejscowej Energii. Po roku przeszedł do Jastrzębia Borynia. W klubie znalazł pierwszego od kilku lat trenera, z którym potrafił dojść do porozumienia. Był nim Igor Prieložný. W 2003 roku szkoleniowiec zespołu zadeklarował, że nie interesuje go przeszłość zawodnika. W sezonie 2003/2004 jego zagrywki i skuteczność ataku sprawiły, że otrzymał tytuł najlepszego gracza Polskiej Ligi Siatkówki.
Przed sezonem 2004/2005, podobnie jak Robert Prygiel i Łukasz Kadziewicz, wyjechał do Rosji, by reprezentować barwy drużyny uczestniczącej w Superlidze – w Iskrze Odincowo. Ciężko mu było zaaklimatyzować się w nowym zespole, często pełnił rolę rezerwowego. Po zakończeniu rozgrywek ligowych opuścił Rosję.
Po powrocie z Rosji był bliski gry w Niemczech, w VfB Friedrichshafen. Z niemieckimi działaczami prowadził rozmowy drugi sezon z rzędu. Jednak nie doszło do podpisania kontraktu. Szkoleniowiec zespołu VfB zaproponował mu klub z Brazylii – S.C. Ulbra. W tym zespole również nie mógł się odnaleźć. Z zawodnikami z drużyny porozumiewał się jedynie po hiszpańsku. Serie porażek zespołu w lidze doprowadziły do konfliktów kadry z zarządem klubu. Po zakończeniu sezonu Gabrych opuścił Brazylię.
Przed sezonem 2006/2007 znalazł miejsce w Rumunii, w drużynie CVM Tomis Constanta, która w poprzednich dwóch edycjach ligowych kończyła rozgrywki o mistrzostwo krajowe na drugim miejscu. W barwach tego zespołu wywalczył pierwszy w historii klubu tytuł mistrza kraju. W decydującym meczu finałów rumuńskiej ligi Tomis pokonał Dinamo Lemitrans Bukurešť 3:1. Po roku Gabrych odszedł z drużyny. Dostał propozycję gry m.in. w Serie A2 we Włoszech. Chciał wrócić do swojego byłego klubu z Jastrzębia, ale nie potrafił dojść do porozumienia z tamtejszymi działaczami. Ostatecznie kontrakt podpisał z Resovią Rzeszów. W sezonie 2008/2009 był zawodnikiem beniaminka I ligi MKS MOS Będzin. Po tym sezonie zakończył karierę.

### Kariera reprezentacyjna
W wieku 32 lat, jako zawodnik Jastrzębia Borynia, otrzymał zaproszenie do reprezentacji kraju. Powołanie przyjęto z mieszanymi uczuciami. W maju 2004 roku zakwalifikował się do kadry na mecze kwalifikacyjne do Igrzysk Olimpijskich w Porto. W barwach „biało-czerwonych” zadebiutował w spotkaniu przeciwko Portugalii, który miał zadecydować o kwalifikacji do Olimpiady. W drugim secie wszedł na parkiet, zmieniając Piotra Gruszkę. Na boisku spędził mało czasu, zdobywając trzy punkty. Potem zaliczył udane mecze w Bydgoszczy
z Bułgarią podczas rozgrywek Ligi Światowej.
Później otrzymał powołanie do kadry olimpijskiej. Jego udział w turnieju nie wypadł udanie, w reprezentacji pełnił zazwyczaj funkcję rezerwowego gracza. Media donosiły, że Gabrych poza parkietem był skonfliktowany z zawodnikami z polskiej drużyny. Po olimpiadzie nie zagrał ani razu w kadrze narodowej, w której wystąpił 34 razy.

## Osiągnięcia
- Puchar Polski w 1998 roku z Czarnymi Radom
- 3. miejsce na Mistrzostwach Polski w 2003 roku z Ivettem Jastrzębie Borynia
- Mistrzostwo Polski w 2004 roku z Ivettem Jastrzębie Borynia
- Mistrzostwo Rumunii w 2007 roku z CVM Tomis Constanta

## Wyróżnienia i nagrody
- najlepszy siatkarz Polskiej Ligi Siatkówki w sezonie 2003/2004,
- najlepszy atakujący II Memoriału im. Zdzisława Ambroziaka (2007)